# Moreneta meridional
La moreneta meridional (Aricia cramera) és una espècie de lepidòpter papilionoïdeu de la família dels licènids (Lycaenidae), subfamília dels Polyommatinae present als Països Catalans.

## Distribució
Està estesa pel sud d'Europa i el nord d'Àfrica i es pot trobar des del Marroc i Tunísia fins a Espanya i Portugal, a les illes de la Mediterrània, incloent-hi Menorca, i a les Illes Canàries.

## Descripció
És una papallona petita que té la cara superior de les ales de color marró amb una línia submarginal de taques ataronjades vorejades de blanc.
El revers és de color beix amb una línia de punts negres envoltats d'anells blancs i una fila submarginal de taques de color taronja.
Fa un màxim de 30 mm d'envergadura alar. Els adults volen de maig a setembre, depenent de la ubicació.
Les larves s'alimenten d'espècies d'Erodium, Helianthemum i Geranium.

## Galeria

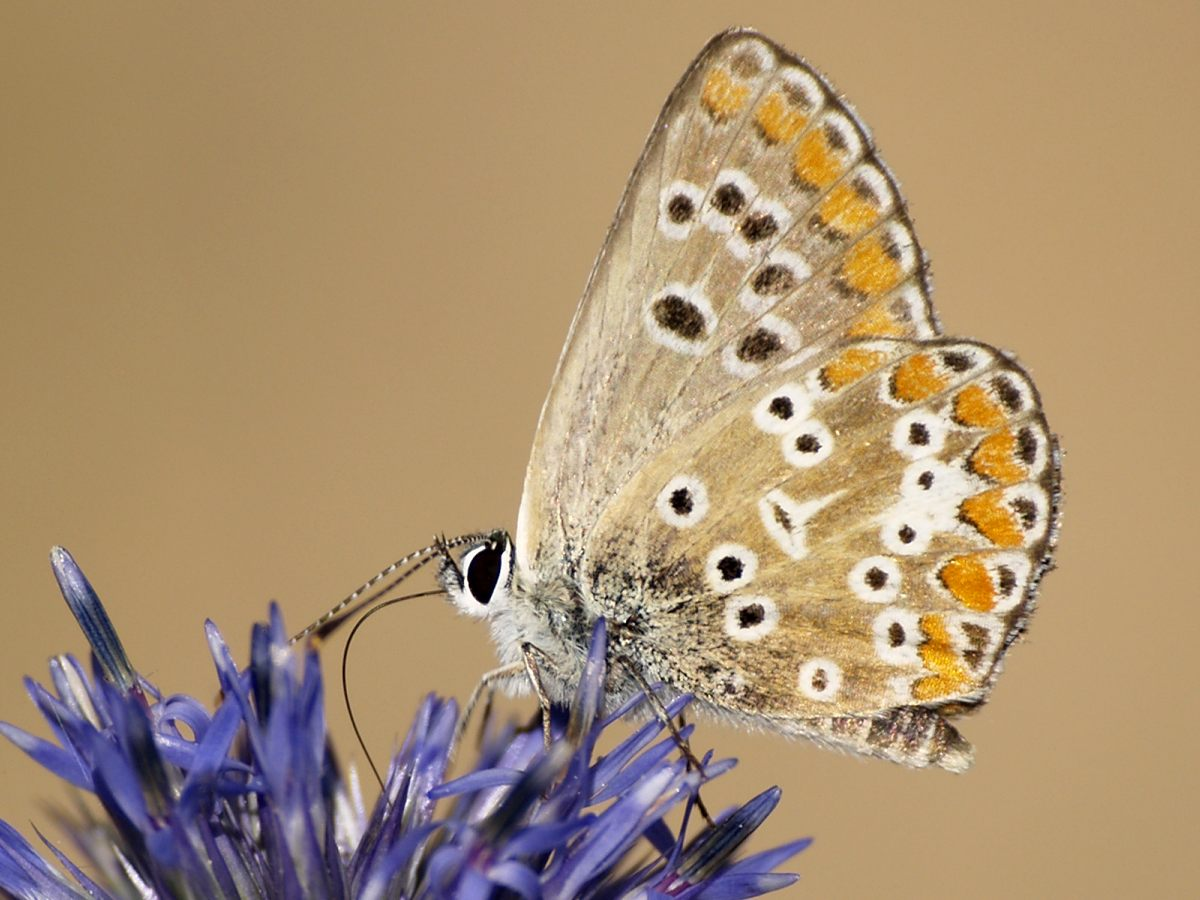
Aricia cramera
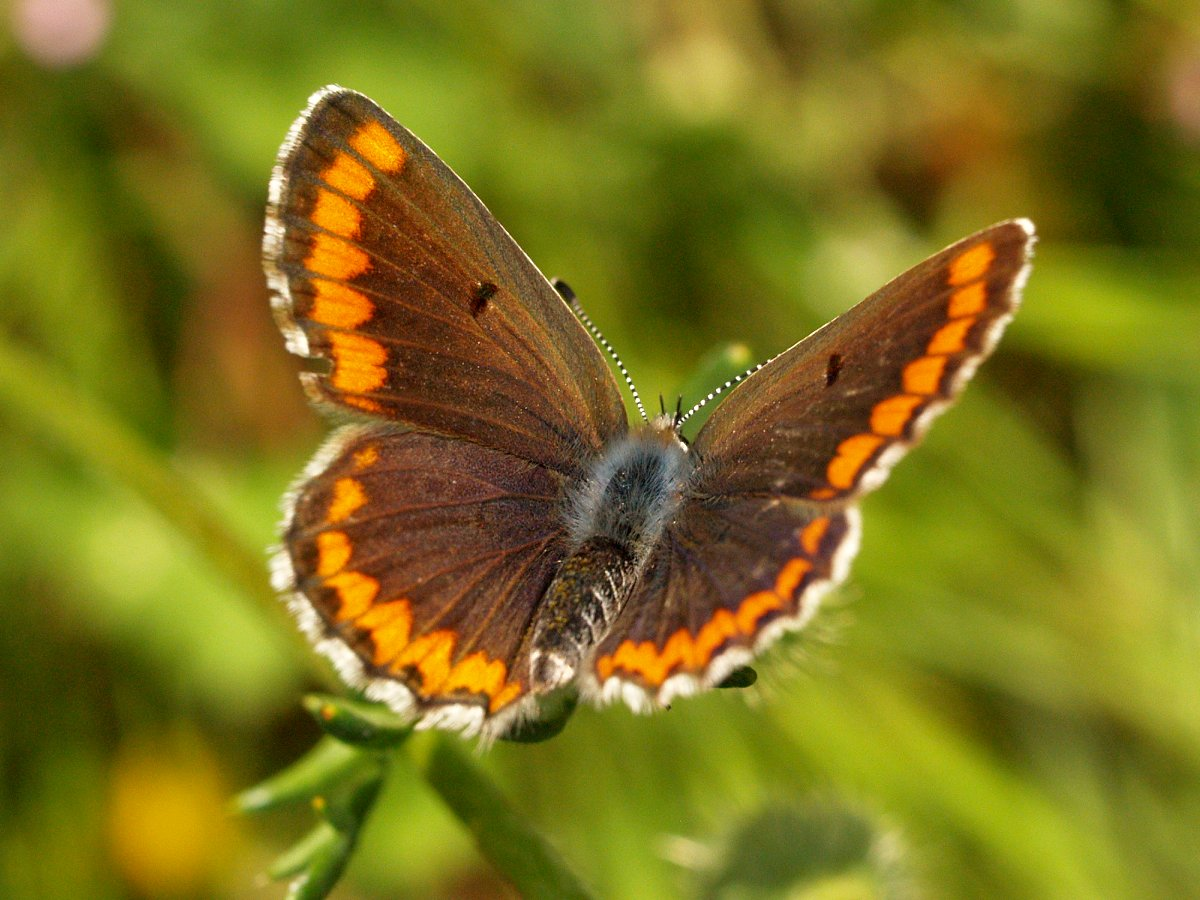
Aricia cramera
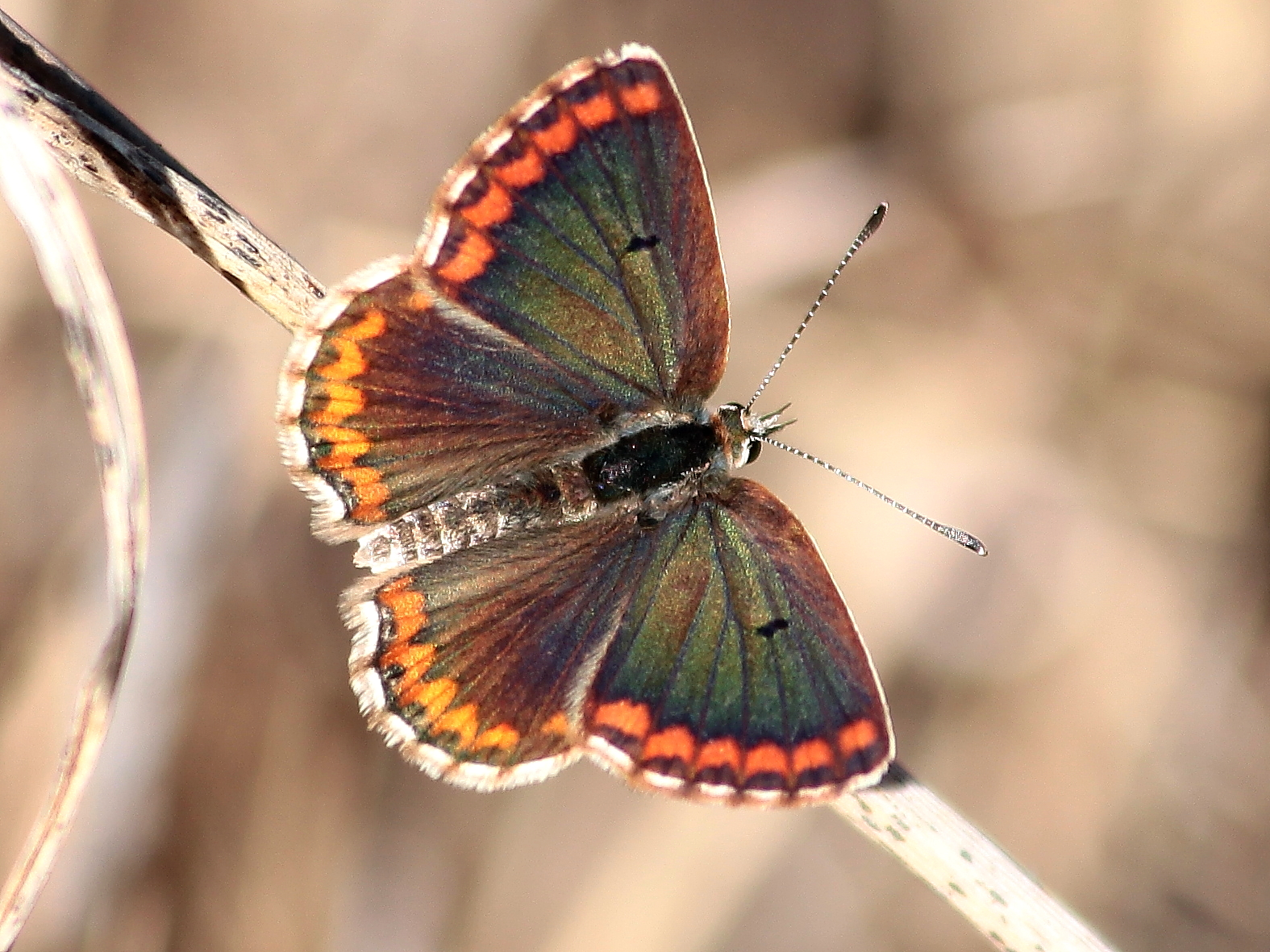
Aricia cramera